# Eastmanosteus yunnanensis
Eastmanosteus yunnanensis — вид панцирних риб ряду Артродіри (Arthrodira). Спочатку вид був віднесений до роду  Dunkleosteus. Скам'янілості датуються середнім девоном. Знайдені у провінції Юньнань у Китаї. 